# هارولد فیش‌ویک
هارولد فیش‌ویک (انگلیسی: Harold Fishwick؛ 1891 – Not known) بازیکن فوتبال اهل بریتانیا بود.
از باشگاه‌هایی که در آن بازی کرده‌است می‌توان به باشگاه فوتبال ترانمره راورز اشاره کرد.